# Melanolophia commotaria
Melanolophia commotaria är en fjärilsart som beskrevs av J. Peter Maassen 1890. Melanolophia commotaria ingår i släktet Melanolophia och familjen mätare. Inga underarter finns listade i Catalogue of Life.